# Pavel Moravec
Pavel Moravec (28. června 1891 Hořice – 1979) byl český funkcionalistický architekt. Mezi jeho nejznámější realizace patří spoluautorství návrhu projektu Hasičského domu na pražských Vinohradech, ve spolupráci s arch. Tomášem Pražákem.

## Životopis
Narodil se v Hořicích v Podkrkonoší. Vychodil reálku v Kutné Hoře a architekturu na Českém vysokém učení technickém v Praze. Zde se usadil a začal působit jako asistent u prof. Antonína Balšánka. Roku 1919 si spolu s ing. arch. Tomášem Pražákem, svým někdejším spolužákem z ČVUT, otevřeli vlastní kancelář pod firmou Ing. arch. T. Pražák a P. Moravec, s r. o. Reputace firmy byla poškozena nehodou z 9. října 1928, kdy došlo ke kolapsu rozestavěné konstrukce obchodního domu v pražské ulici Na Poříčí, při kterém zahynulo 46 lidí.
Jeho společník Tomáš Pražák zemřel roku 1947. Kariéru ukončil nejdříve v 50. letech 20. století.
Zemřel roku 1979.

## Dílo (výběr)
- Modernistická fasáda domu, Spálená 33, Praha-Nové Město, 1922 (s T. Pražákem)
- Vila Jaroslava Marka, Brandýs nad Orlicí, 1926 (s T. Pražákem)[3]
- Dům U hasičů (též Hasičský dům), nároží Římské a Blanické ul., Praha-Vinohrady, 1926–1929 (s T. Pražákem)
- Obytná vila, Nad Kazankou 32, Praha-Troja, ? (s T. Pražákem)
- Přestavba domu (pozdější Úřad městské části Praha 2), náměstí Míru 600/20, Praha-Vinohrady, ? (s T. Pražákem)
- Hotel Harmony, Na Poříčí 1064/31, Praha-Nové Město, 1929–1930 (s T. Pražákem)
- Vila (pozdější vila Miroslava Horníčka a Lubomíra Lipského), Praha-Žižkov, ? (s T. Pražákem)
- Činžovní domy, Ruská 58, Praha-Vršovice, ? (s T. Pražákem)
- Nová budova nádraží ve Znojmě, 1949-1951

## Galerie

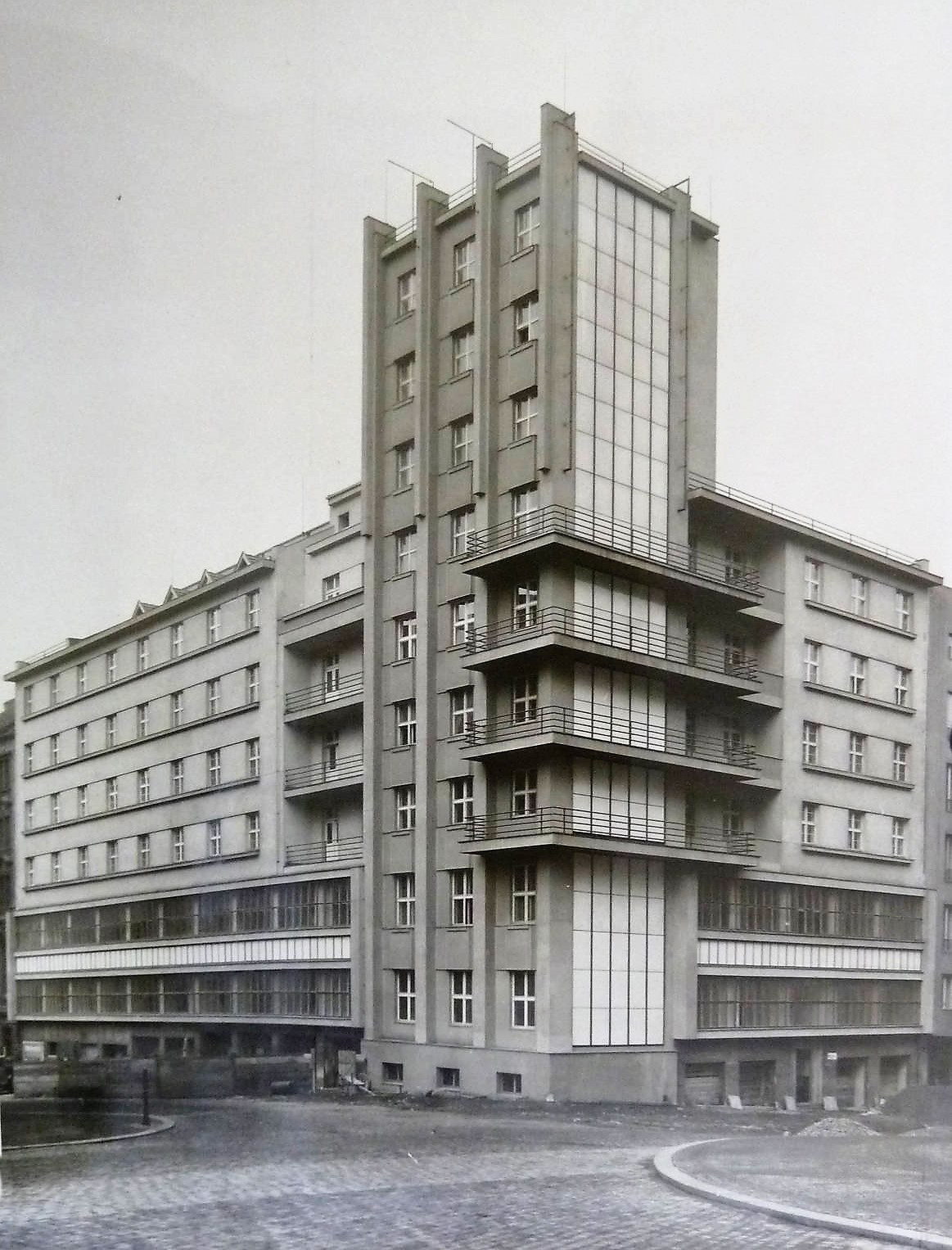
Dům U hasičů asi v roce 1929 (nedlouho po dokončení)
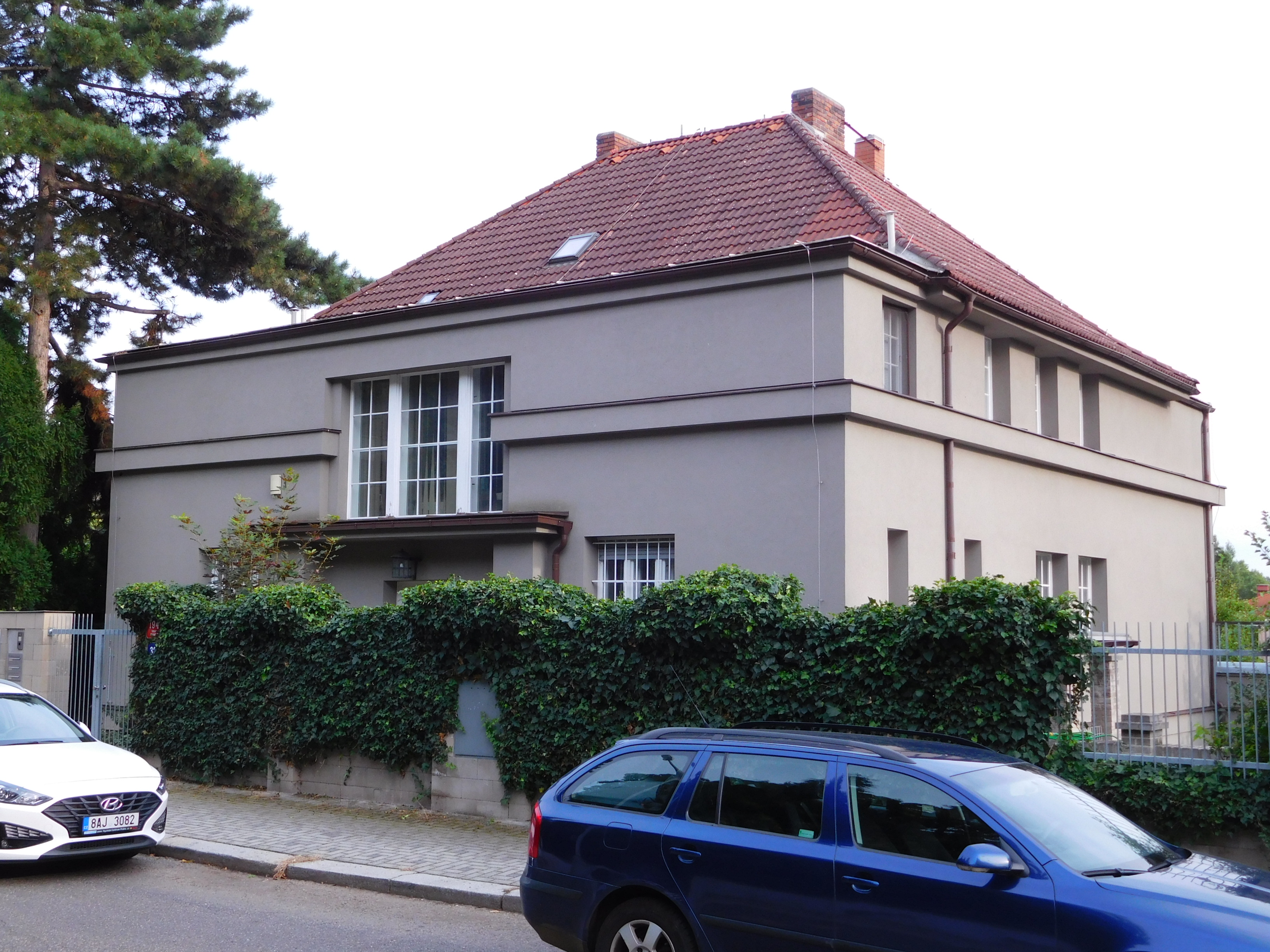
Vila v pražské Troji (Nad Kazankou 32)
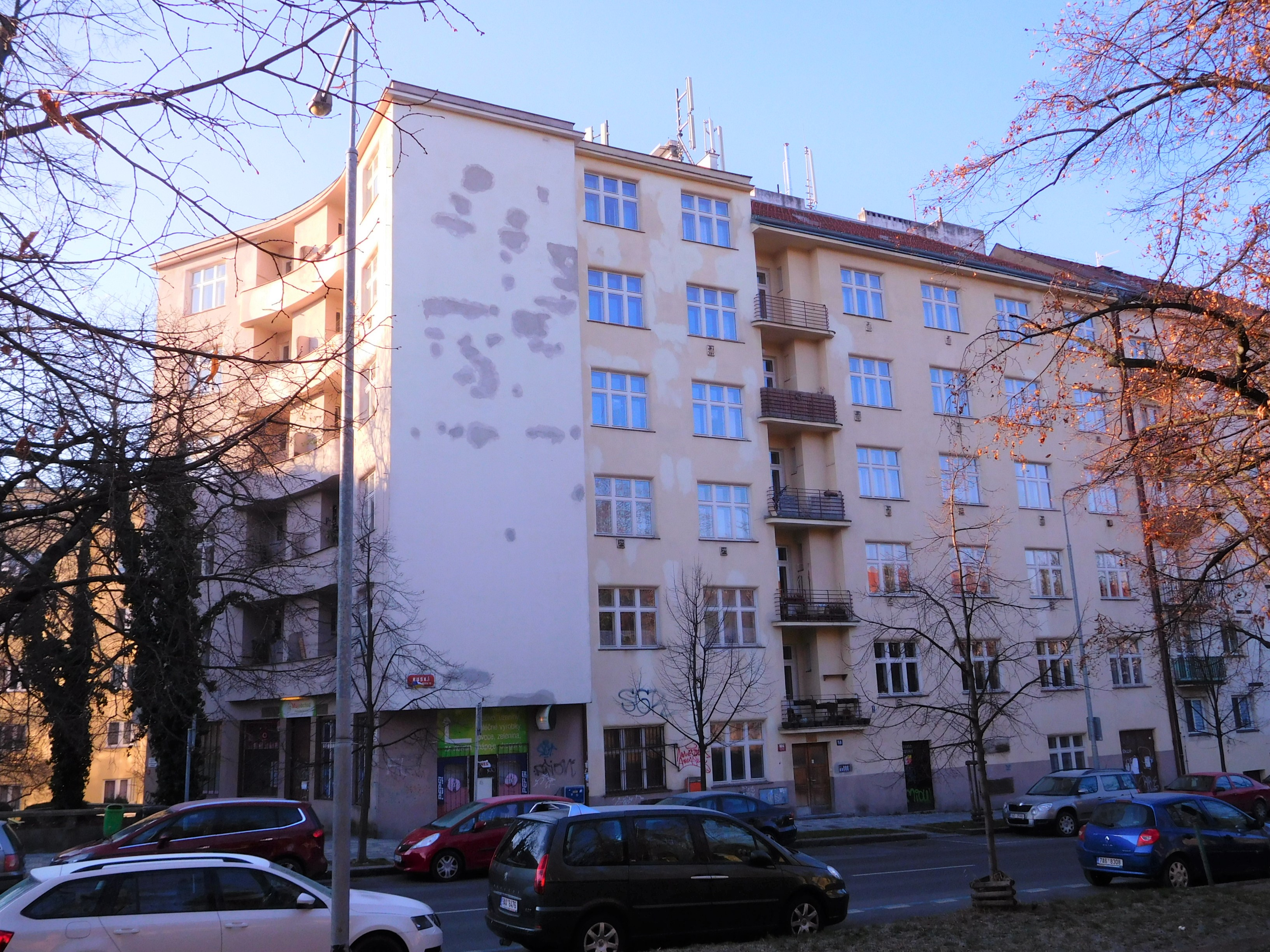
Činžovní domy, Ruská 58, Praha-Vršovice
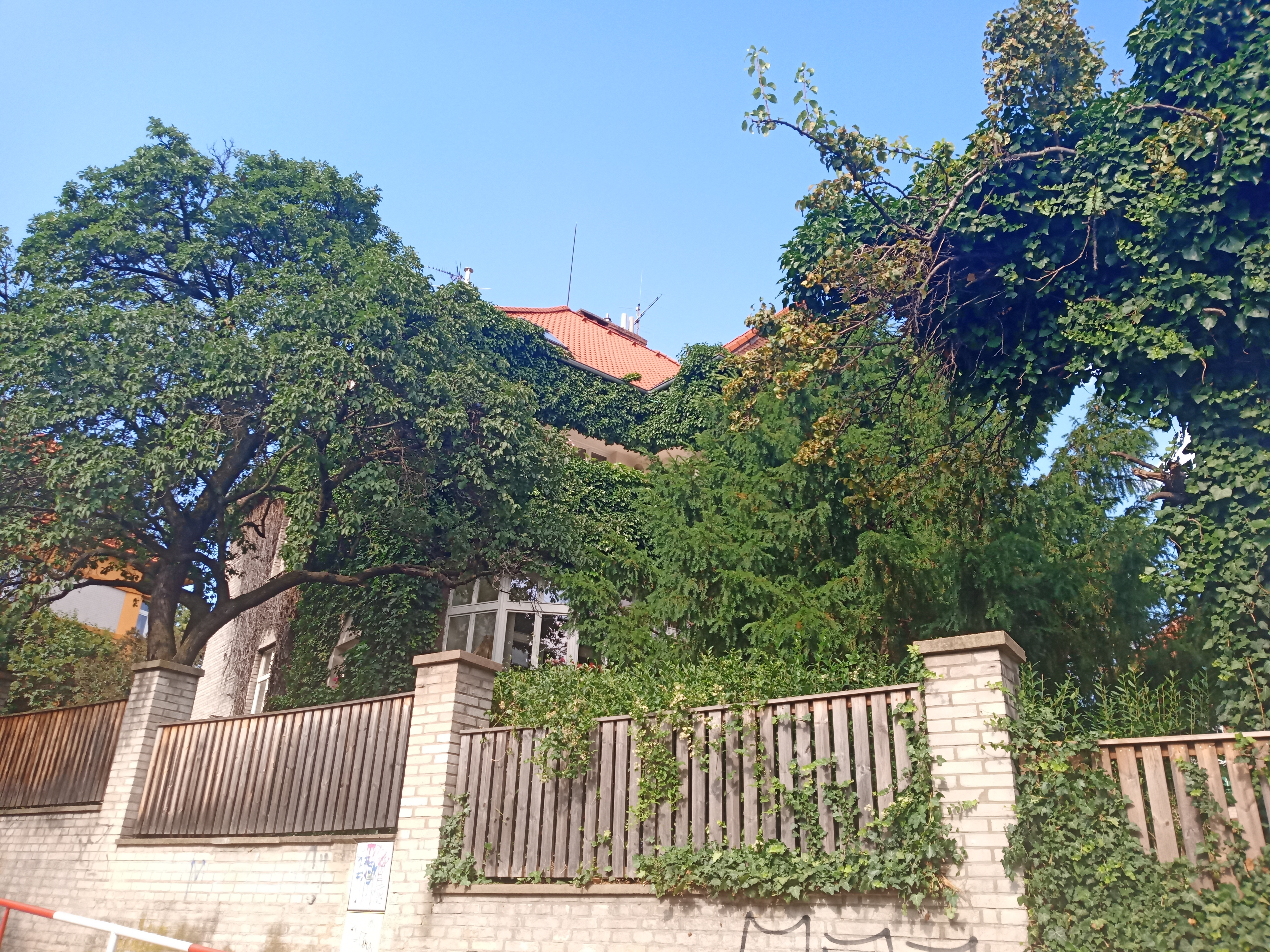
Obytná vila (pozdější vila Miroslava Horníčka a Lubomíra Lipského, Praha-Žižkov
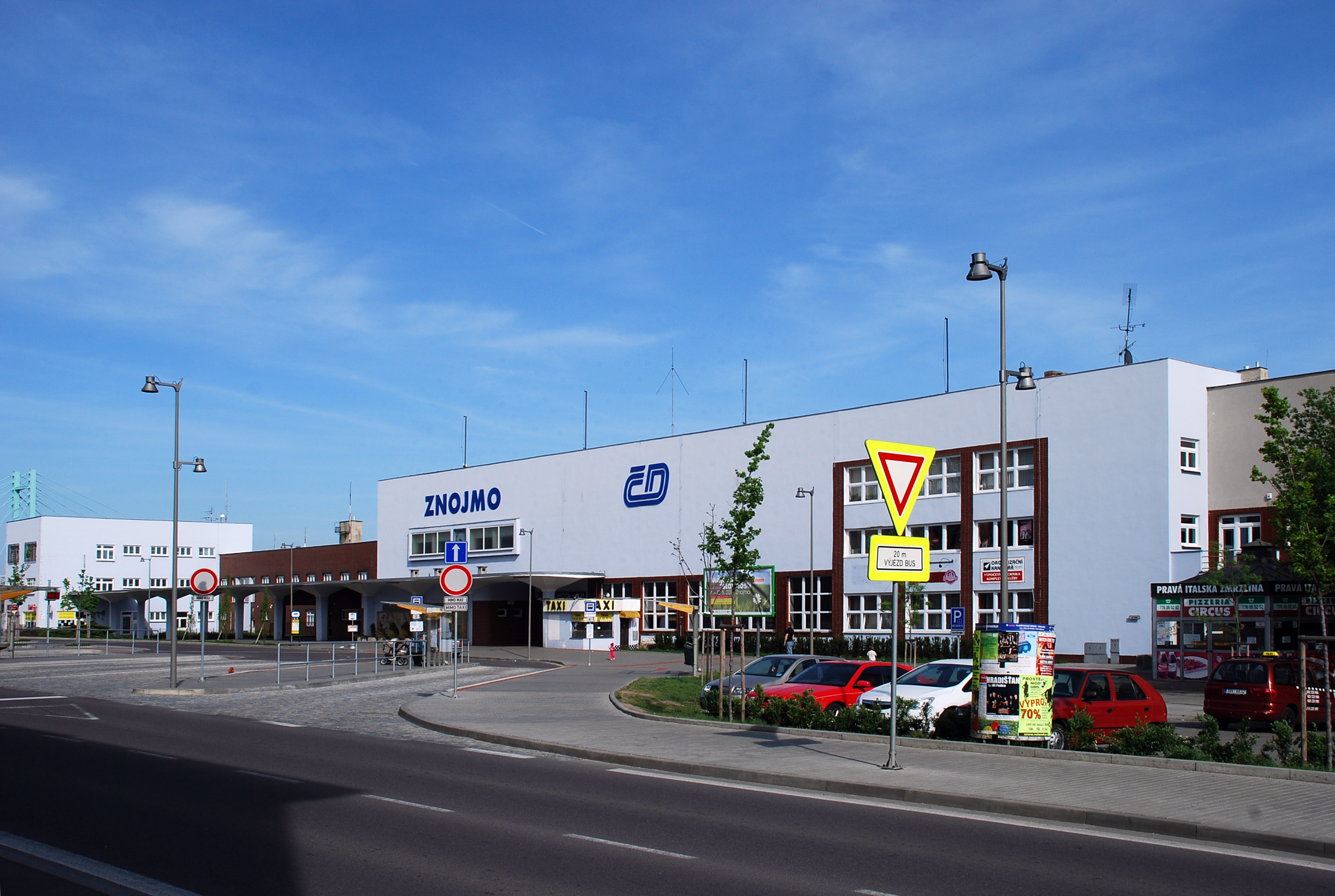
Nová budova nádraží ve Znojmě